# Ванген-ан-дер-Ааре
Ванген-ан-дер-Ааре (нім. Wangen an der Aare) — місто  в Швейцарії в кантоні Берн, адміністративний округ Верхнє Ааргау.

## Географія
Місто розташоване на відстані близько 36 км на північний схід від Берна.
Ванген-ан-дер-Ааре має площу 5,2 км², з яких на 22,4% дозволяється будівництво (житлове та будівництво доріг), 41,5% використовуються в сільськогосподарських цілях, 28,1% зайнято лісами, 8% не є продуктивними (річки, льодовики або гори).

## Демографія
2019 року в місті мешкало 2321 особа (+13,3% порівняно з 2010 роком), іноземців було 15,4%. Густота населення становила 445 осіб/км².
За віковим діапазоном населення розподілялося таким чином: 19% — особи молодші 20 років, 61,8% — особи у віці 20—64 років, 19,2% — особи у віці 65 років та старші. Було 1093 помешкань (у середньому 2,1 особи в помешканні).
Із загальної кількості 1117 працюючих 40 було зайнятих в первинному секторі, 297 — в обробній промисловості, 780 — в галузі послуг.